# Норвегия на летних Олимпийских играх 1936
Норвегия принимала участие в Летних Олимпийских играх 1936 года в Берлине (Германия) в восьмой раз за свою историю, и завоевала одну золотую, три серебряных и две бронзовые медали.

## Медалисты
| Медаль  | Спортсмен                                                                                            | Вид спорта     | Дисциплина                             |
| ------- | --- | -------------- | -------------------------------------- |
| Золото  | Вилли Рёгеберг                                                                                       | Стрельба       | Мужчины, малокалиберная винтовка, 50 м |
| Серебро | Генри Тиллер                                                                                         | Бокс           | Мужчины, до 72,6 кг                    |
| Серебро | Магнус Конов Карстен Конов Фредрик Мейер Водьюв Нюквист Альф Тветен                                  | Парусный спорт | Класс «6 м»                            |
| Серебро | Олаф Дитлав-Симонсен Ханс Струкнес Лауриц Шмидт Нордаль Валлем Якоб Туллин Тамс Джон Дитлав-Симонсен | Парусный спорт | Класс «8 м»                            |
| Бронза  | Эрлинг Нильсен                                                                                       | Бокс           | Мужчины, свыше 79,4 кг                 |
| Бронза  | Сборная                                                                                              | Футбол         | Мужчины                                |

## Результаты соревнований

### Академическая гребля
Соревнования в академической гребле на Играх 1936 года проходили с 11 по 14 августа. В следующий раунд из каждого заезда проходили несколько лучших экипажей (в зависимости от раунда и дисциплины). В финал выходили 6 сильнейших экипажей.
Мужчины
| Соревнование | Спортсмены       | Предварительный заезд | Предварительный заезд | Предварительный заезд | Отборочный заезд | Отборочный заезд | Отборочный заезд | Полуфинал            | Полуфинал            | Полуфинал            | Финал                | Финал                |
| Соревнование | Спортсмены       | Заезд                 | Время                 | Место                 | Заезд            | Время            | Место            | Заезд                | Время                | Место                | Время                | Место                |
| ------------ | ---------------- | --------------------- | --------------------- | --------------------- | ---------------- | ---------------- | ---------------- | -------------------- | -------------------- | -------------------- | -------------------- | -------------------- |
| одиночки     | Карл Кристиансен | 3                     | 7:42,9                | 3                     | 1                | 7:32,8           | 2                | завершил выступление | завершил выступление | завершил выступление | завершил выступление | завершил выступление |